# Новокухновщина (Хойникский район)
Новоку́хновщина (бел. Новакухнаўшчына) — упразднённая деревня в Судковском сельсовете Хойникского района Гомельской области Беларуси.

## География

### Расположение
В 32 км на юго-запад от районного центра Хойники и железнодорожной станции в этом городе, расположенной на ветке Василевичи — Хойники отходящей от линии Брест — Гомель, в 135 км от Гомеля.
На территории Полесского радиационно-экологического заповедника.

### Гидрография
На севере мелиоративные каналы, связанные с рекой Припять (приток реки Днепр).

## Транспортная система
Транспортная связь по просёлочной, а затем по автодороге Кожу́шки — Ломачи.
В деревне нет жилых домов (2004 год). Планировка состоит из 2-х дугообразных параллельных улиц, ориентированных почти меридионально. Застройка улиц редкая. Дома деревянные, усадебного типа.

## История
Деревня основана в начале XX века переселенцами из соседних деревень. В 1908 году урочище Кухновщина в составе Юровичской волости Речицкого уезда Минской губернии.
В 1931 году организован колхоз. Во время Великой Отечественной войны оккупанты в мае 1943 года полностью сожгли деревню и убили местного жителя. В 1959 году деревня находилась в составе колхоза имени XXII съезда КПСС с центром в деревне Кожу́шки.
После катастрофы на Чернобыльской АЭС жители (13 семей) переселены в чистые места.
До 31 декабря 2009 года в Дворищанском сельсовете, затем переименован в Судковский.

## Население
- 2011 год — жителей нет

### Динамика
- 1908 год — 10 жителей
- 1940 год — 38 дворов, 110 жителей
- 1959 год — 135 жителей (согласно переписи)
- 1980-е — жители (13 семей) переселены

## Известные уроженцы
- Малащенко Владимир Александрович — учёный в области механики, доктор технических наук, профессор